# Casablanca-Settat
Casablanca-Settat é uma das 12 regiões administrativas de primeiro nível de Marrocos criadas pela reforma administrativa de 2015. A sua capital administrativa é a cidade de Casablanca. Tem uma área de 19.448 km² e 6.861.739 habitantes (em 2014), sendo a sua densidade populacional de 353 hab./km². Esta região concentra 26% de toda a população Marroquina.

## Limites
Os limites da região são:
- Nordeste com a região de Rabat-Salé-Kenitra.
- Sudeste com a região de Beni Mellal-Khenifra.
- Sul com a região de Marrakech-Safi.

## História
A região de Casablanca-Settat foi criada em 2015 pela fusão da região da Grande Casablanca com as províncias de El Jadida e Sidi Bennour da região de Doukkala-Abda e as províncias de Benslimane, Berrechid e Settat da região de Chaouia-Ouardigha.

### Patrimônio histórico

#### Na província de El Jadida

##### Na comuna deMy Abdellah(Moulay Abdellah)
- Ruínas da povoação Almóada de Tit (Século XII)[6].
- Minarete de Moulay Abdellah datado do mesmo período do da Mesquita Koutoubia de Marraquexe[6].

##### Na cidade deEl Jadida.
- Cisterna Portuguesa[6].
- Medina de El Jadida[6].
- Muralhas de El Jadida[6].

## Organização política
O Conselho Regional de Casablanca-Settat é composto por 75 membros eleitos diretamente.[carece de fontes?]

## Organização Administrativa
Administrativamente a região está dividida em 2 prefeituras, 7 províncias, 15 círculos e 128 comunas (em 2018).

### Prefeituras e províncias
A primeira divisão administrativa da região é feita entre províncias e prefeituras (estas últimas são o equivalente urbano das primeiras).
| Prefeituras /Províncias | Tipo       | Área (em km²) | Habitantes (em 2014) |
| ----------------------- | ---------- | ------------- | -------------------- |
| Casablanca              | Prefeitura | 217           | 3.359.818            |
| El Jadida               | Província  | 3.869         | 786.716              |
| Settat                  | Província  | 7.220         | 634.184              |
| Berrechid               | Província  | 2.530         | 484.518              |
| Sidi Bennour            | Província  | 3.276         | 452.448              |
| Mohammedia              | Prefeitura | 278           | 404.648              |
| Nouaceur                | Província  | 446           | 333.604              |
| Benslimane              | Província  | 2.760         | 233.123              |
| Médiouna                | Província  | 216           | 172.680              |
| Total                   | Região     | 19.447        | 6.861.739            |

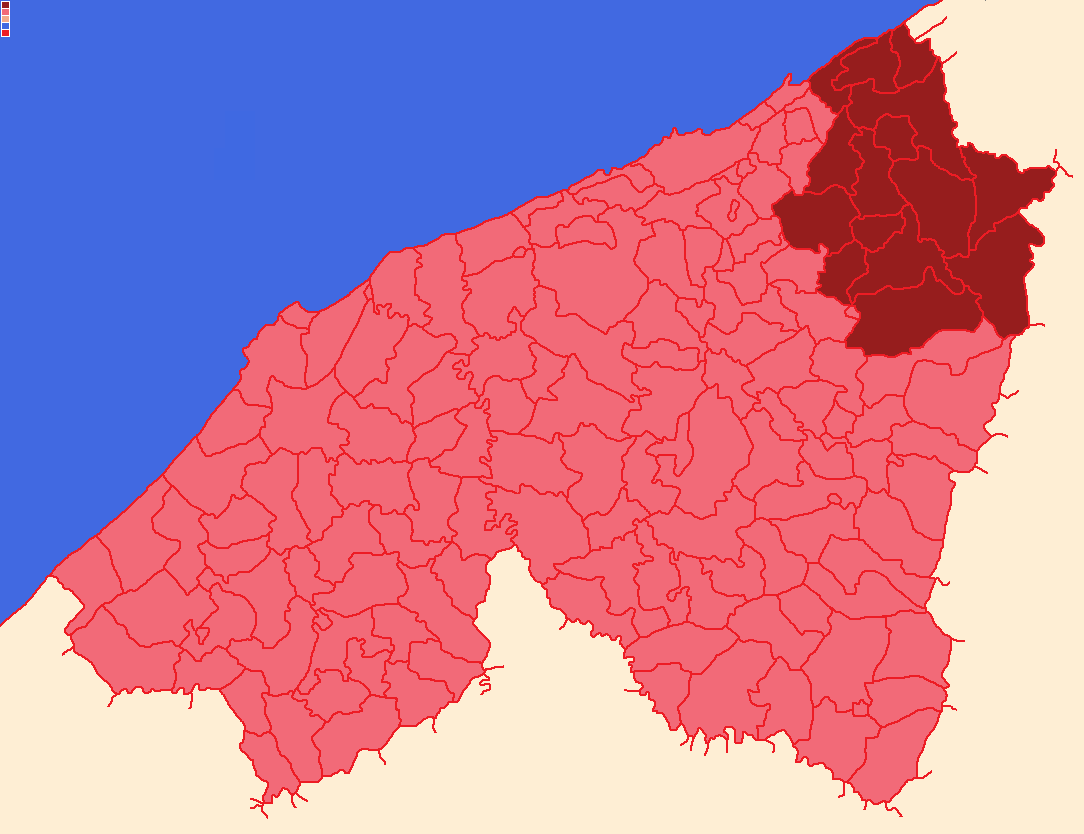
Província de Benslimane
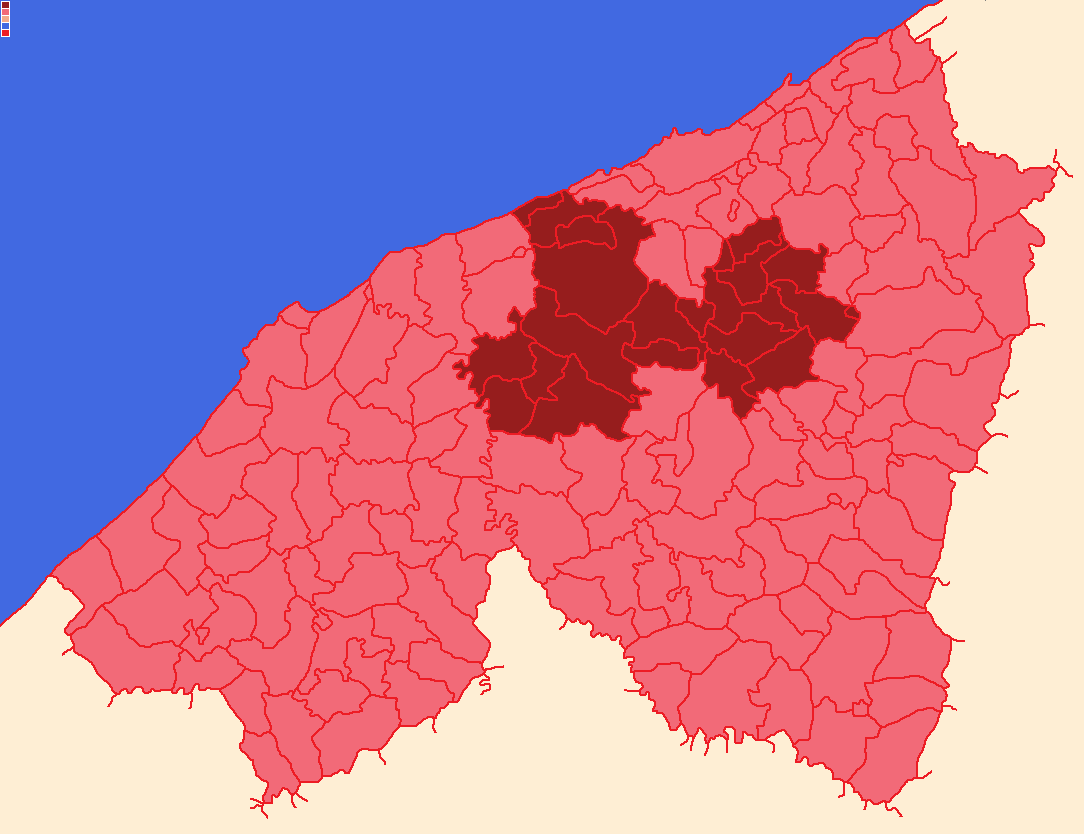
Província de Berrechid
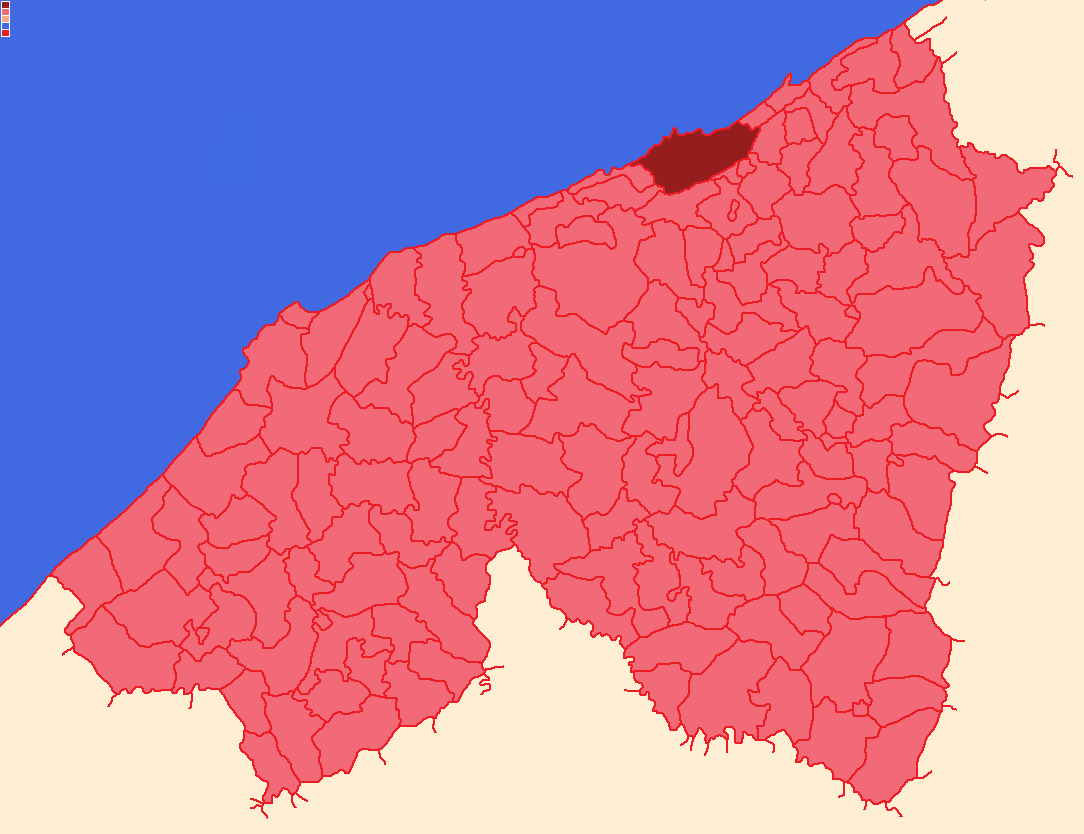
Prefeitura de Casablanca
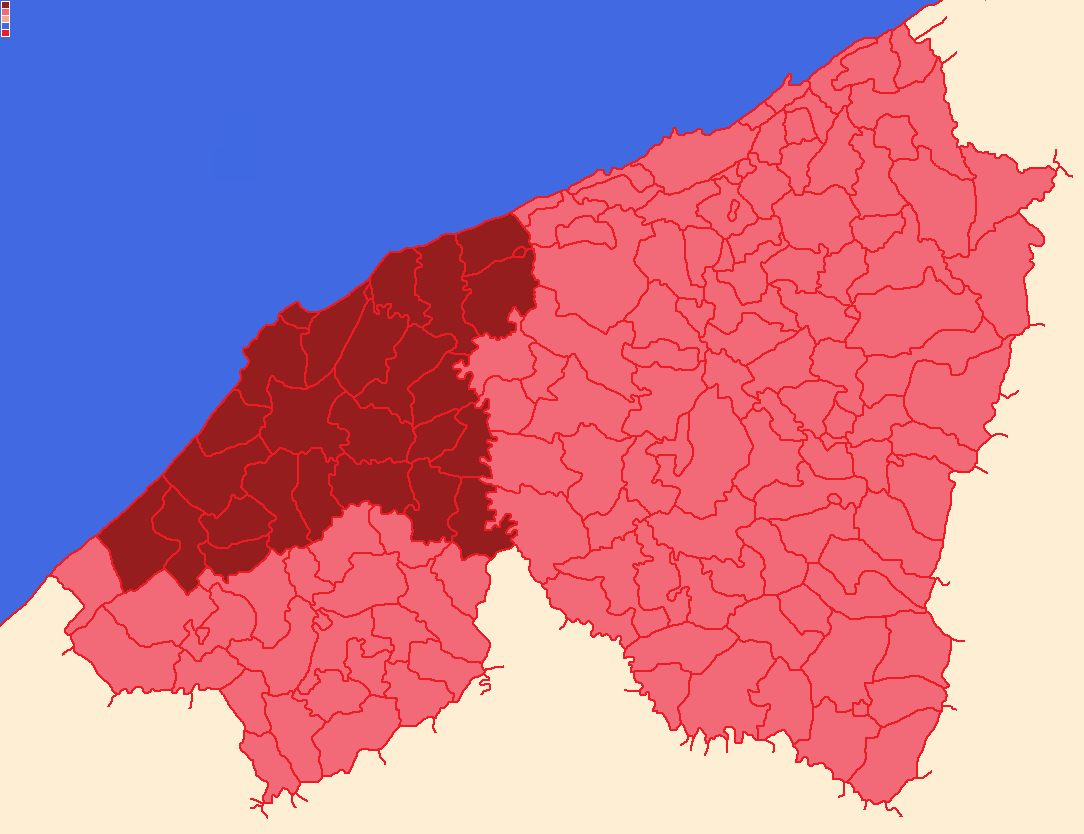
Província de El Jadida
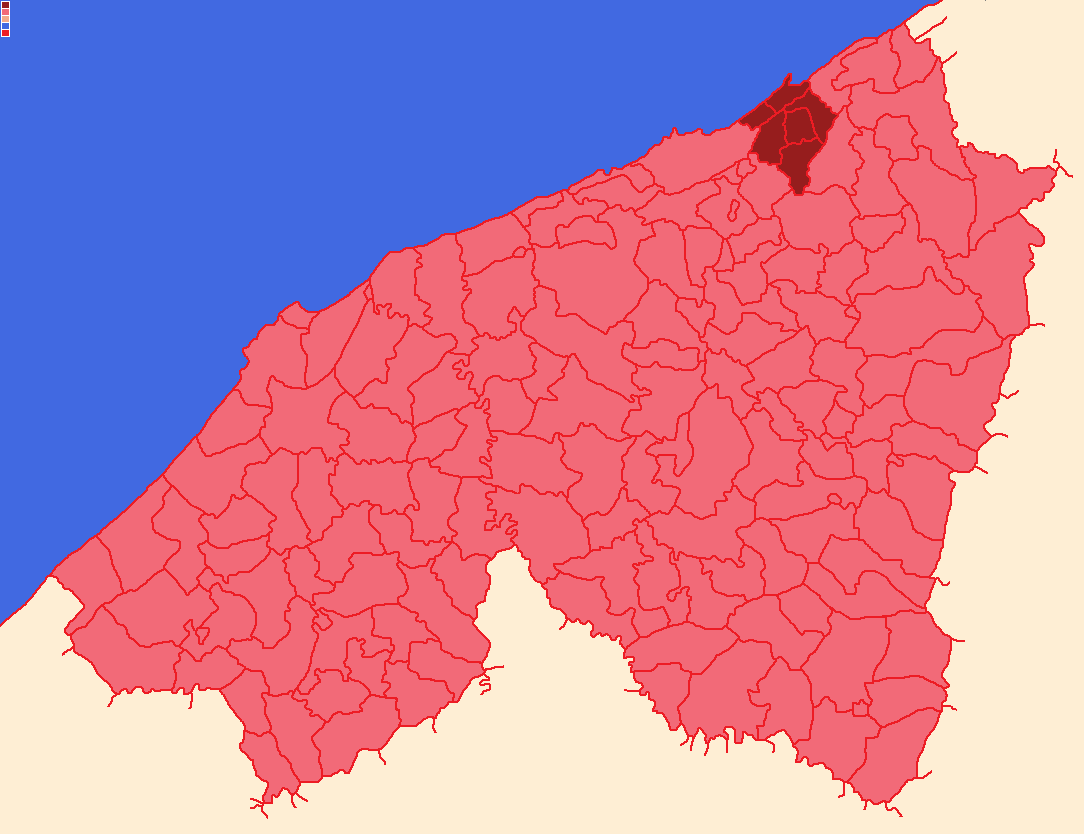
Prefeitura de Mohammedia
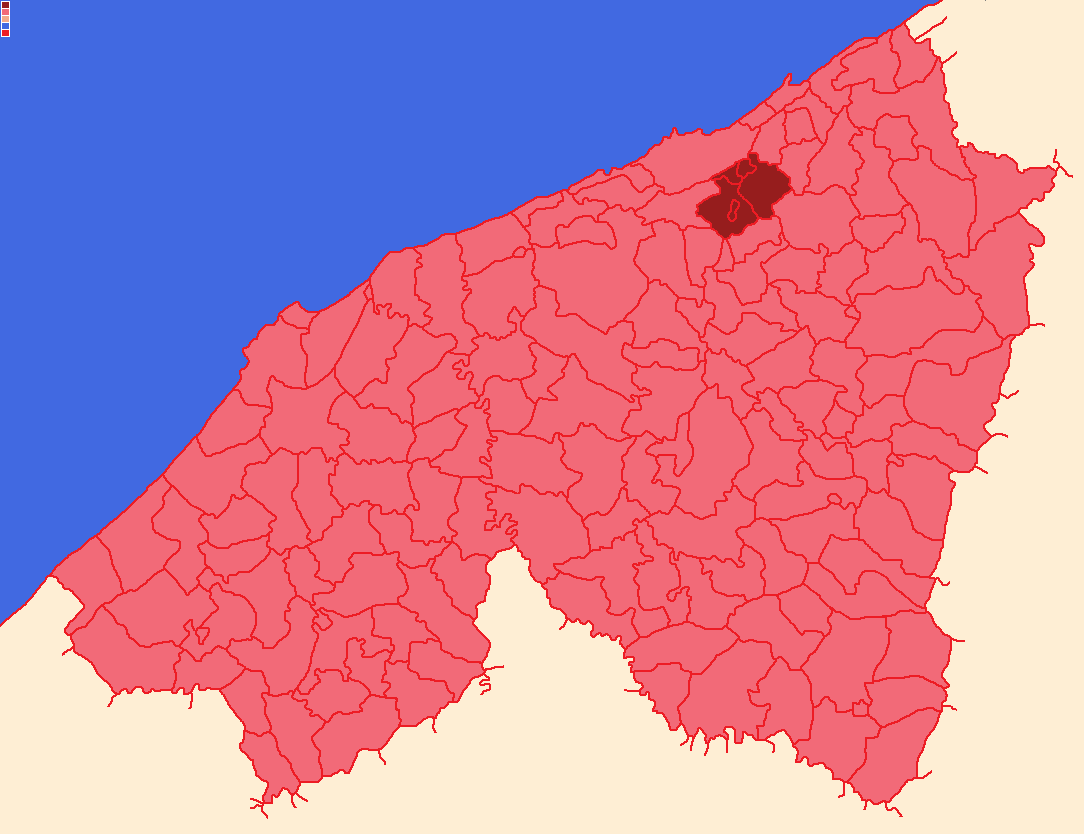
Província de Médiouna
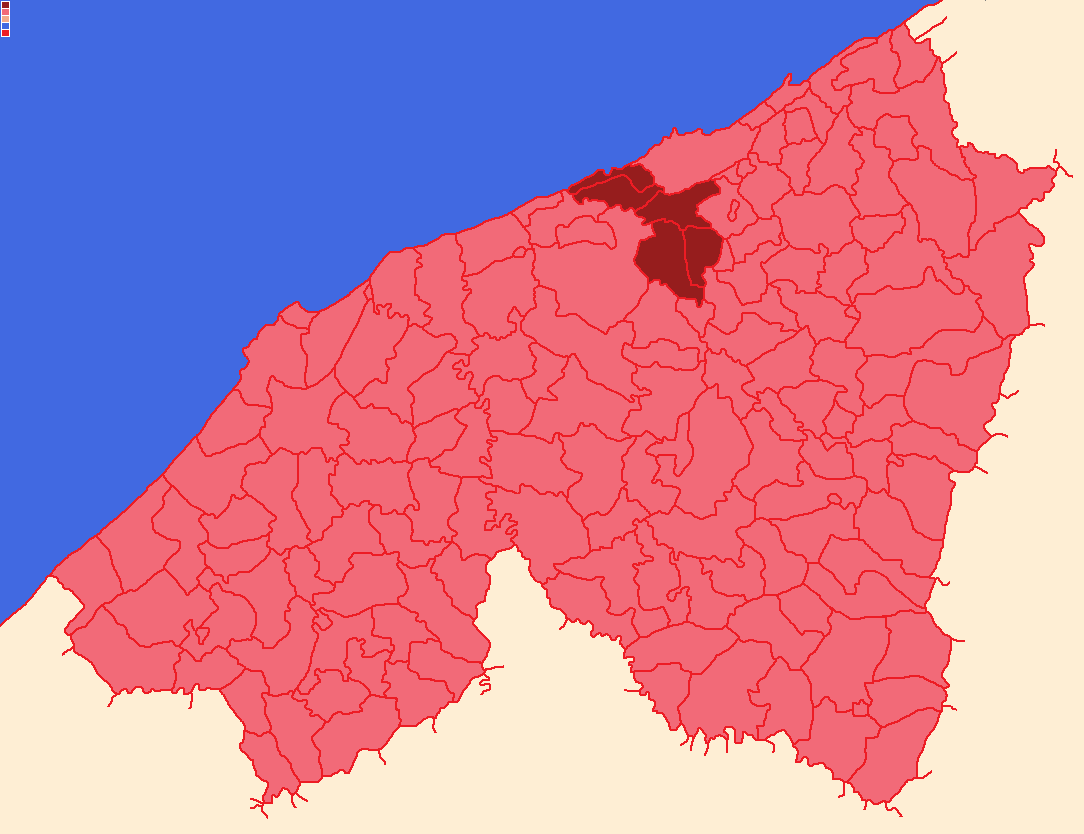
Província de Nouaceur
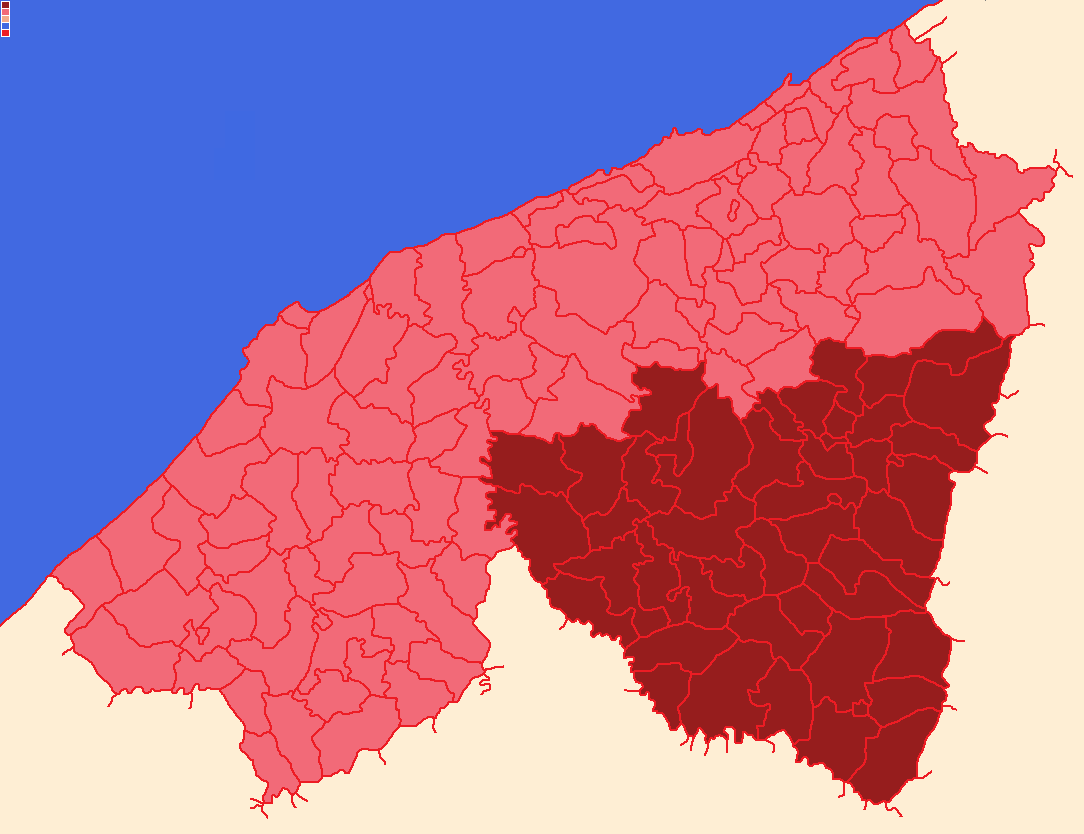
Província de Settat
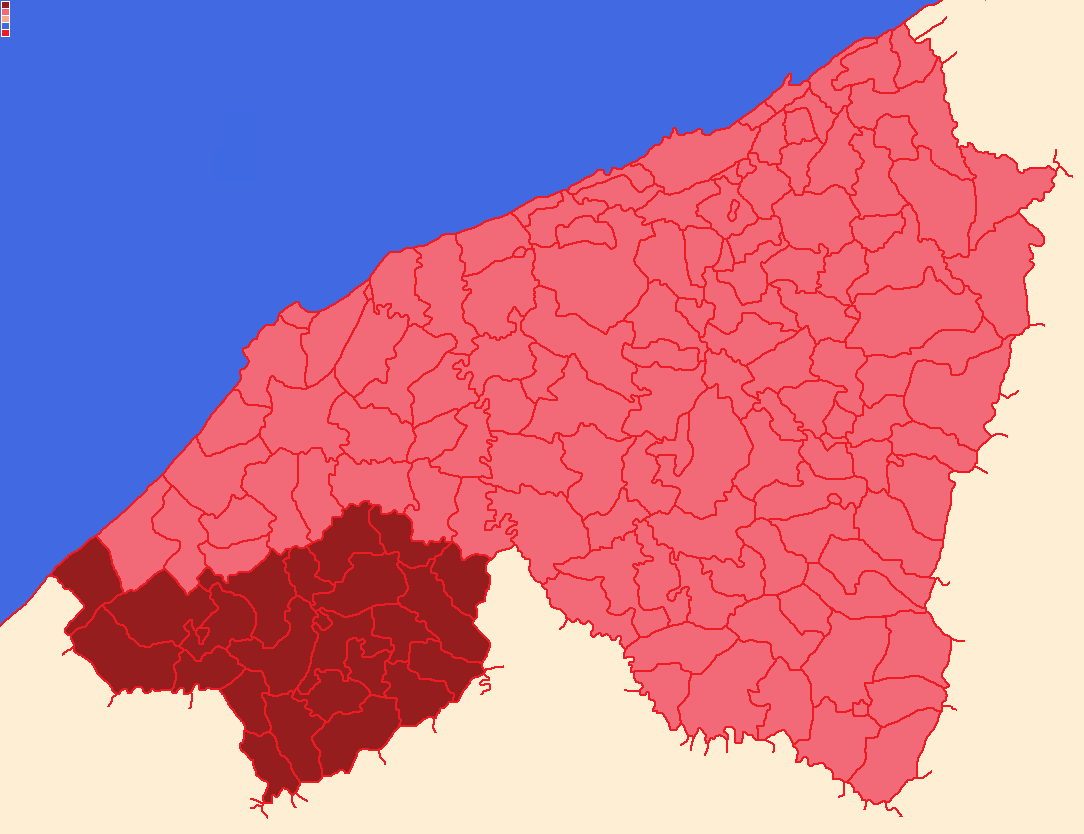
Província de Sidi Bennour

## Demografia

### Crescimento populacional
O crescimento populacional da região foi a seguinte:
| 2004      | 2014      |
| --------- | --------- |
| 5.890.609 | 6.861.739 |

### População urbana e rural
A distribuição populacional em termos urbanos e rurais é a seguinte:
|                  | 2004      | 2014      |
| ---------------- | --------- | --------- |
| População urbana | 4.242.073 | 5.050.749 |
| População rural  | 1.648.536 | 1.810.990 |
| Total            | 5.890.609 | 6.861.739 |

## Economia

### PIB regional
O PIB regional em 2013 era de 289,886 milhões de dirrãs (Dh), o que corresponde a 45 117 Dh per capita. O total nacional em 2013, era de 901.366 milhões de dirrãs, o que corresponde a 27 356 Dh per capita.
Em termos nacionais, a região é responsável por 31,3% da riqueza nacional marroquina.

#### Crescimento do PIB regional
O crescimento do PIB regional é o seguinte:
|                                         | 2013    | 2014    | 2015    |
| --------------------------------------- | ------- | ------- | ------- |
| PIB per capita da região em dirrãs (Dh) | 41.654  | 42.219  | 45.847  |
| PIB da região em milhões de dirrãs (Dh) | 280.643 | 288.873 | 317.925 |
| % da riqueza nacional                   | 31,3%   | 31,2%   | 32,2%   |

#### Por sectores
O sector Primário é responsável por 6,1% do PIB regional, o secundário 40,6% e o terciário 53.3%.